# Åtting
Åtting je stará jednotka objemu používaná ve Švédsku a Finsku. Sloužila k odměřování ryb, masa, mouky a kapalin. Její velikost činila přibližně 16 l a tvořila 1/8 jednotky tunna.